# Sabur Printing Press
The Sabur Printing Press (SPP) — поліграфічна компанія в Еритреї. Її штаб-квартира розташована в столиці країни, Асмері.

## Історія
Фірма була заснована в 1997 році. Її друкарня надає поліграфічні послуги як приватним особам, так і державним організаціям.